# Muzeum tiskařství v Těšíně
Muzeum tiskařství v Těšíně (polsky: Muzeum Drukarstwa w Cieszynie) se nachází na ulici Głęboka 50 v Těšíně v Polsku. Muzeum bylo založeno v roce 1996 pro uchování tradic tiskařství na Slezském Těšínsku. Ve sbírkách se nacházejí typografické stroje se sadou písmen, tiskařských matric, tiskařských lisů a knihařských zařízení. Zařízení jsou funkční a slouží k ukázkám práce tiskařů v různém časovém období, od ruční sazby až po mechanickou a jsou součástí grafických dílen.

## Historie
V roce 1806 byla v Těšíně druhá největší tiskárna ve Slezsku Rakousko-uherské monarchie, která patřila rodině Prochásků.
Zakladatelem muzea byl Karol Franek ředitel firmy Prodruk, který od roku 1992 začal shromažďovat historické tiskařské stroje, zařízení a další artefakty spojené s tiskařstvím. V roce 1995 byla firma přestěhována do prostor na ulici Głęboka 50 a za podpory Úřadu města Těšína otevřeno Muzeum tiskařství. V roce 2002 byla firma Prodruk prodána a Muzeum tiskařství bylo v ohrožení. Pomoc na záchranu nabídlo sdružení Rotunda (vedení účetnictví) a vedením Karol Franek. V roce 2003 byla založena společnost Muzeum tiskařství v Těšíně z těšínských tiskařů za podpory města Těšín. V roce 2004 bylo muzeum oficiálně zaregistrováno. V období 2005 až 2007 získalo muzeum dotace z Evropské unie.
V roce 2010 bylo Muzeum tiskařství v Těšíně zařazeno mezi objekty Stezky technických památek Slezského vojvodství (Szlak Zabytków Techniki Województwa Śląskiego).
V roce 2018 muzeum bylo Městem Těšín zahrnuto do investičních plánů modernizace muzea. Projekt se týká modernizace stávajících prostor, rekonstrukce obytné části v prvním patře a dostavba dalších prostor pro muzeum.